# أليساندرو سالفاتوري
أليساندرو سالفاتوري (بالإنجليزية: Alessandro Salvatore)‏ (31 مارس 1987 بأوستن في الولايات المتحدة - ) هو لاعب كرة قدم أمريكي في مركز حراسة المرمى. شارك مع منتخب بورتوريكو لكرة القدم. أما مع النوادي، فقد لعب مع Baton Rouge Capitals ‏.